# Mikael Jorgensen
Mikael Jorgensen (n. circa 1973) es el pianista y teclista de la banda estadounidense de country alternativo Wilco y del grupo Pronto. Figuró por primera vez en los créditos del álbum A Ghost Is Born (2004). En él, había compuesto las canciones «Hell is Chrome» y «Theologians». En 1999 lanzó el álbum Western Hamlet con la banda Movere Workshop.
Jorgensen, un ingeniero de sonido y músico se acercó inicialmente a Wilco en 2002 para manipular el sonido en tiempo real durante la gira que hicieron para promocionar Yankee Hotel Foxtrot. En el transcurso de la gira, Jorgensen fue pasando gradualmente al escenario y se ocupó de esto, además de tocar el teclado. Desde sus días en Chicago, se ha mudado a Brooklyn, Nueva York, donde reside actualmente.